# Јованка Јефтановић
Јованка Јефтановић (Београд, 1912 — Београд, 1994) била је српски архитекта, те дугогодишњи сарадник архитеката Михајла Митровића и Радивоја Томића.

## Биографија
Архитекта Јефтановић рођена је 7. јануара 1912. године  у Београду, у породици угледног сарајевског трговца Димитрија Јефтановића. У Београду се школовала и дипломирала архитектуру на Техничком факултету, марта 1937. године. По дипломирању, запослила се у бироу инжењера Ђорђа Лазаревића и Владете Максимовића, где је радила све до 1941. године. Други светски рат нагло прекида њену пројектантску каријеру. По окончању рата, као Добровићев сарадник посвећује се урбанизму. У Урбанистичком заводу била је главни пројектант великог броја генералних планова, као што су, на пример, за Крагујевац, Крушевац, Лозница, Крупањ, Аранђеловац, Златибор и тако даље. Године 1955. са архитектама Митровићем и Томићем оснива Пројектантски биро »Пројектбиро«, са седиштем у Дому београдских архитеката, у Кондиној улици 1а, наменски пројектованој згради за архитекте у послератном Београду. У том пројектном бироу пројектовала је стамбене објекте, јавне објекте, хотеле и тако даље.
Посебно се истиче опус који је остварила на Златибору, одазивајући се позиву туристичких посленика у време кад се туристичка привреда налазила у тешкој ситуацији. Пројектовала је хотел и депаданс "Палисад" 1965. и 1967. године, хотел "Ловац" 1968. године, споменик на Партизанским водама у сарадњи са вајарком Аном Бешлић, као и мотел типа А са архитектом Владиславом Владисављевићем. Анализирањем архитектура хотела "Палисад" и "Ловац" долази се до закључка да је као узор архитекта Јефтановић узела у обзир фолклорну архитектуру, ослањајући се на градитељску традицију регије, што се разазнаје у форми, детаљима и материјалима. Ови објекти се могу означити као регионалнизам у српској архитектури.

## Изведени објекти
Значајни изведени објекти архитекте Јефтановић су:
- Робна кућа и зграда Скупштине Општине Обреновац, крајем педесетих година 20. века.
- Стамбене куле (са архитектом Митровићем), Крагујевац, 1961-1965.
- Адаптација Швајцарске амбасаде у ул. Андре Николића 30 у Београду (са архитектом Митровићем), 1963.
- Хотел »Крагујевац«, Крагујевац, 1962-1964.
- Хотел »Ловац«,Златибор, 1968-1969.
- Хотел и депанданс »Палисад« на Златибору, 1965-1971.
- Хотел »Шумарице«, Крагујевац, 1969-1976.